# Alapfém
Az alapfém szót a fémek felületkezelési eljárásaival kapcsolatban szokás említeni. Ezen felületkezelési eljárások során nagyrészt valamilyen bevonatot (festék, fém, fém-oxid) visznek fel az alapfémre többféle céllal és változatos módokon. Ezekben a technológiákban használják az alapfém kifejezést a alapanyagra, amelyre felviszik, leválasztják, vagy más módon kialakítják a bevonatot.